# Injustice 2
Injustice 2 (с англ. — «Несправедливость 2») — компьютерная игра в жанре файтинга, разработанная американской студией NetherRealm Studios и изданная компанией Warner Bros. Interactive Entertainment. Игра основана на комиксах DC Comics и является второй частью франшизы Injustice, продолжая игру Injustice: Gods Among Us 2013 года. Свергнув тоталитарный режим Супермена с помощью членов Лиги Справедливости из основной вселенной DC, Бэтмен старается поддерживать порядок в мире вместе со своим движением сопротивления, однако на планету нападает Брэйниак и группа сторонников свергнутого Режима «Община», что вынуждает героя освободить Супермена из тюрьмы.
Игровой процесс Injustice 2 остался похожим на своего предшественника с небольшими изменениями. В сиквеле появилась возможность кастомизации персонажей и изменения их способностей и характеристик. По словам разработчиков, идея внедрения системы прогрессирования в стиле RPG была ещё когда существовала Midway Games. Ведущий геймдизайнер Эд Бун также стремился включить используемую в многопользовательских шутерах персонализацию и создание персонажа, лут и прокачку уровня в файтинги, что привело к созданию системы Gear System.
Игра вышла в мае 2017 года на консолях PlayStation 4 и Xbox One, а также на мобильных устройствах под управлением Android и iOS; версия для Windows вышла в ноябре. В марте следующего года вышло издание Legendary Edition, включающее весь загружаемый контент к игре. Injustice 2 получила положительные отзывы от критиков и игроков — её хвалили за сюжет, улучшенную игровую механику, добавленную кастомизацию персонажей и внутриигровой контент, однако в качестве недостатков отмечали наличие микротранзакции и лутбоксов. Игра завоевала множество наград в номинации «Лучший файтинг» 2017 года от различных игровых изданий и стала самой продаваемой игрой месяца в США.
Аналогично Gods Among Us, игра получила одноимённую серию комиксов-приквелов, написанную Томом Тейлором и выпущенную в апреле 2017 года.

## Игровой процесс
Injustice 2 — игра в жанре файтинг. Игроки соревнуются в боях один на один, беря на себя роль одного из персонажей вселенной DC. Герои могут выполнять стандартные атаки, специальные приёмы и комбо, чтобы нокаутировать противника. Injustice 2 сохраняет игровые механики из приквела, включая взаимодействие с окружающими предметами, переходы между аренами и другими. Также вернулся «суперметр», который позволяет игрокам выполнять улучшенные специальные приёмы и разблокировать более мощные «суперприёмы» при полной зарядке. Игроки могут тратить счётчик на выполнение новых приёмов, которые дают возможность блокировать комбо противника. От большинства атак с использованием предметов из окружающей среды, которые нельзя было блокировать в первой игре, теперь можно уклониться.
В Injustice 2 появилась «Система снаряжения», которая даёт возможность менять костюмы и снаряжение персонажей. Она похожа на механику из ролевых игр, где также игрок получает новое снаряжение после сыгранного матча. У каждого бойца есть четыре базовые характеристики: сила, защита, здоровье и способности, последняя из которых отвечает за специальные атаки. По мере того, как игроки набирают очки опыта и впоследствии повышают уровень, характеристики их персонажей будут увеличиваться. На значение также влияет экипировка. Более редкое снаряжение может добавлять одно или несколько бонусных улучшений, которые варьируются от визуальных эффектов для специальных приёмов до повышения количества получаемых внутриигровой валюты и очков опыта. Экипировку также можно приобрести в ящиках с добычей за внутриигровую валюту. У каждого персонажа есть пять слотов для снаряжения, включая голову, туловище, руки, ноги и аксессуары; два слота способностей для использования новых или модифицированных специальных атак; один слот шейдера для изменения цвета костюма.
В игре присутствует система микротранзакций. Игроки могут покупать «Source Crystals» за реальные деньги для приобретения косметических настроек для бойцов. Как только игрок достигнет 20-го уровня одним персонажем, «Source Crystals» можно использовать для повышения уровня другого героя до максимального уровня. Представители NetherRealm заявляют, что все микротранзакций позволяют получить предметы не дающие никаких геймплейных преимуществ, носящие исключительно косметический характер.
В дополнение к режимам кампании, онлайн-игры и аркады в Injustice 2 представлен новый — «Мультивселенная». Подобно «Живым башням» из другой игры NetherRealm, Mortal Kombat X, в «Мультивселенной» бои имеют различные модификаторы, условия и цели. В сетевой многопользовательской игре имеется возможность отключить систему снаряжения, уменьшив все характеристики до базового значения, превратив любую экипировку в исключительно косметический предмет. Игроки также могут создавать онлайн-гильдии, объединяя до 50 других игроков. Их члены могут выполнять ежедневные и еженедельные совместные задачи, а также зарабатывать и делиться эксклюзивным снаряжением.

### Персонажи
Базовый список Injustice 2 включает в себя 28 игровых бойцов, состоящий как из старых героев и злодеев из Gods Among Us, так и новых. В игре десять загружаемых персонажей — Красный Капюшон, Старфайр, Саб-Зиро и Рейден из Mortal Kombat, Чёрная Манта, Хеллбой, Атом, Чаровница и Черепашки-ниндзя. Все дополнительные бойцы входят в комплект Fighter Pack, поделённый на несколько частей. Дарксайд был бонусным бойцом за предзаказ, а позже он стал доступен в качестве отдельного персонажа, не входящий в Fighter Pack.

#### Основные
Новые персонажи выделены жирным:
- Аквамен
- Атом (DLC 3)
- Атроцитус[англ.]
- Болотная тварь
- Брэйниак
- Бэтмен
- Бэйн
- Гепарда
- Горилла Гродд
- Дарксайд
- Джокер
- Доктор Фэйт
- Дэдшот
- Женщина-кошка
- Зелёный Фонарь (Хэл Джордан)
- Зелёная Стрела
- Капитан Холод
- Киборг
- Красный колпак (DLC 1)
- Огненный Шторм
- Пугало
- Рейден  (DLC 2)
- Робин (Дэмиен Уэйн)
- Саб-Зиро (DLC 1)
- Старфайр (DLC 1)
- Супермен
- Супергёрл
- Синий Жук
- Флэш (Барри Аллен)
- Харли Квинн
- Хеллбой (DLC 2)
- Чаровница (DLC 3)
- Черепашки-ниндзя (DLC 3)
  - Леонардо
  - Донателло
  - Микеланджело
  - Рафаэль
- Чёрная Канарейка
- Чёрная Манта[англ.] (DLC 2)
- Чёрный Адам
- Чудо-женщина
- Ядовитый Плющ

#### Дополнительные
Кроме того, несколько персонажей могут воспроизводиться через «премьер-скины», которые преобразуют существующего героя в других персонажей DC Comics с уникальными голосами и диалогами.
- Белая Канарейка (Чёрная Канарейка)
- Бизарро (Супермен)
- Брюс Уэйн (Бэтмен)
- Виксен[англ.] (Гепарда)
- Грид[англ.] (Киборг)
- Джей Гаррик (Флэш)
- Джон Стюарт (Зелёный Фонарь)
- Мистер Фриз (Капитан Холод)
- Пауэр Гёрл (Супергёрл)
- Профессор Зум (Флэш)
- Серебряная Банши[англ.] (Чёрная канарейка)
- Чёрная Молния (Рейден)

## Сюжет
Вступление игры происходит на Криптоне в его последние дни: на планету напал Брэйниак, пришелец-коллекционер с планеты Колу. Оцифровав крупнейшие города Криптона — Кандор и Арго-Сити — вместе с их жителями, Брэйниак покидает Криптон, напоследок взорвав бета-бомбы, расколовшие кору планеты. Кара Зор-Эл, ставшая свидетельницей действий Брэйниака, спешит домой, где её встречает мать. Она рассказывает дочери, что Криптон вот-вот взорвётся, но для самой Кары и её годовалого кузена Кал-Эла ещё есть шанс спастись — его родители открыли пригодную для жизни Землю в отдалённой звёздной системе. Криптон взрывается, из-за чего шаттл Кары отклоняется от курса, а Кал-Эл добирается до пункта назначения.
В настоящее время Бэтмен и Робин спешат в лечебницу Аркхэм, где Супермен вместе со сторонниками будущего режима уже начал казнить «неисправимых преступников». На просьбу Бэтмена одуматься Супермен даже не усомнился в правильности своих действий, и между героями завязывается схватка. Бой прерывает Дэмиен, который на глазах у Бэтмена убивает Виктора Зсаса, чем демонстрирует свою солидарность с Суперменом. Воспользовавшись потрясением Бэтмена после предательства сына, Супермен уводит Дэмиана с собой.
Спустя пять лет после поражения Супермена, Бэтмен и его союзники пытаются поддерживать порядок на планете, запустив систему массового надзора «Братский Глаз». Однако, пока беглые сторонники Режима скрываются в подполье, о своём существовании заявляет Община — группа злодеев, возглавляемых Гориллой Гроддом независимо от Сопротивления и Режима. По совету Люциуса Фокса, Бэтмен начинает собирать свою собственную команду доверенных героев для борьбы с Общиной, которая готовится к террористическому акту. Вместе со своей правой рукой — Харли Квинн — Бэтмен посылает Зелёную Стрелу (двойника Оливера Куинна из 3-го измерения) и Чёрную Канарейку в Горилла-Сити для захвата Гродда. После победы над ним, Канарейку и Стрелу похищает Брейниак, оказавшийся истинным лидером Общины.
После провала операции, Женщина-кошка, оказавшаяся «кротом» Бэтмена в Общине, освобождает Харли и сбегает с ней из Горилла-Сити. Тем временем Брейниак, по сговору с Гроддом, начинает полномасштабное вторжение и осаду городов. Барри Аллен нарушает свою подписку об отстранении и в образе Флэша спешит в Метрополис отбивать атаку пришельцев, в чём ему активно мешают члены Общины. К схватке присоединяется и Хэл Джордан, вновь заслуживший титул Зелёного Фонаря. Уладив ранние разногласия, герои вместе предлагают свою помощь Бэтмену. Помня об их службе в Режиме, он с неохотой принимает предложение.
По плану Бэтмена, Хэл отправляется в Атлантиду, чтобы заручиться помощью Аквамена. Тот сначала отказывается сотрудничать, но после атаки Брэйниака на Атлантиду быстро меняет решение. Между тем в Кандаке, Чёрный Адам и Чудо-Женщина решают воспользоваться вторжением Брэйниака, чтобы освободить Супермена и вновь установить власть Режима. Вместе с Карой в образе Супергёрл, чью капсулу Адам нашёл в космосе между событиями игр, они штурмуют тюрьму для металюдей на острове Страйкер, но натыкаются на Синего Жука и Огненного Шторма, которых Бэтмен предусмотрительно оставил на острове для охраны тюрьмы. Несмотря на побег Дэмиана и Киборга, герои стойко продолжают держать оборону тюрьмы. Предполагая численный перевес противников, профессор Штейн и Джейсон готовятся уничтожить тюрьму атомным взрывом, но их вовремя останавливает Бэтмен, который, ко всеобщему удивлению, освобождает Супермена, вняв его совету по борьбе с Брэйниаком.
Члены Сопротивления и Режима заключают друг с другом временное перемирие для сражения с Общиной и Брэйниаком. Бэтмен посылает Киборга, Женщину-Кошку и Харли Квинн для освобождения «Братского Глаза». В это же время Чудо-Женщина и Супергёрл координируют эвакуацию гражданских в Метрополисе. Однако, Диана открыто бросает вызов плану Бэтмена, пытаясь убить Гепарду и Харли. Супергёрл останавливает её и направляется в Крепость Одиночества, чтобы потребовать от Супермена ответы, но лишь поражается ещё больше, узнав о тирании кузена.
Захватив несколько городов Земли в коллекцию, Брэйниак готовится уничтожить планету. Альянс атакует его корабль, но их останавливает система защиты. Супермен, при попытке прорвать щиты судна, попадает под удар главного калибра.
Бэтмен разрабатывает новый план — вывести корабль из строя с помощью магии. Для этого он направляет Чёрного Адама и Аквамена в Кандак, где через трезубец Посейдона герои должны направить на корабль энергию Скалы Вечности. Героям препятствует Гродд, взявший под контроль Зелёную Стрелу, Чёрную Канарейку и Синего Жука. Манипулируя человеческими марионетками, горилла признаётся, что планирует предать Брэйниака и использовать его технологии для установления своей единоличной власти, фактически бросив свою же Общину на произвол судьбы. Аквамен и Адам побеждают Гродда, после чего казнят.
Выполнив свою часть плана, герои наносят из Кандака магический удар по кораблю Брэйниака, отключая его щиты. На борт проникают Бэтмен и Супергёрл, но их встречает лично Брэйниак со своей армией роботов. Кару берут в плен, а Бэтмена от казни в последний момент спасает вырвавшийся из заточения Супермен. Вместе они одолевают других героев, загипнотизированных Гроддом перед смертью. Уничтожив шлем Набу, Супермен освобождает от его влияния носителя шлема — Кента Нельсона. Тот в свою очередь благодарит героев и пытается предупредить, что Брэйниак, сам того не подозревая, является живым орудием «Повелителей Порядка» — высших космических сущностей, следящих за равновесием сил во вселенной. После этого Брэйниак убивает Нельсона. Отбившись от пришельца, Супермен берёт контроль над кораблём и пытается восстановить захваченные города. Ему удаётся вернуть часть городов на свои места, однако Метрополис и Кост-Сити были стёрты в электронном виде вместе со всеми жителями.
Остальные герои проникают на борт, но между Суперменом и Бэтменом вновь назревает конфликт: Бэтмен пытается сохранить Брэйниаку жизнь, чтобы тот освободил из своей коллекции всех пленников, в то время как Супермен хочет убить пришельца, чтобы навсегда обезопасить Землю от угрозы в его лице.
Заключительная глава имеет два финала — в зависимости от стороны, которую игрок выберет:
- Победа Сопротивления: Бэтмен побеждает Супермена и, лишив его сил с помощью золотого криптонита, изгоняет в Фантомную Зону. Решив воспользоваться советом Люциуса, он реорганизовал Лигу Справедливости — и первым делом предлагает Каре членство в ней.
- Победа Режима: Супермен побеждает Бэтмена. Убив Брэйниака, он подключается к связи с судном и восстанавливает Режим используя силы миллиардов криптонианских, даксамитских и чарнских граждан. Заключённой в тюрьме Супергёрл Кал-Эл предлагает выбор: присоединиться к Режиму добровольно, либо по примеру Бэтмена — принудительно.

## Разработка
Injustice 2 разработана NetherRealm Studios и издана Warner Bros. Interactive Entertainment. Официальный анонс файтинга состоялся 8 июня 2016 года. После выхода Injustice: Gods Among Us, NetherRealm стремилась для сиквела сделать «что-то непредвиденное и продолжительное», а также предоставить игрокам «уровень контроля, который делает геймплей их игр по-настоящему уникальным опытом». Кроме того, Эд Бун хотел привнести в жанр различные механики геймплея, которые обычно используются в многопользовательских играх, вроде создания и кастомизации персонажа и повышения уровня профиля. По словам продюсера Адама Урбано, идея разработки файтинга с системой прогрессирования, схожей с играми жанра action/RPG, витала в головах разработчиков ещё во времена Midway Games — раннего издателя серии Mortal Kombat. Успех первого Injustice поспособствовал тому, чтобы завоевать доверие издателя и DC Comics к разработчикам, за счёт чего была одобрена концепция внедрения в сиквел нескольких геймплейных механик.
Система экипировки персонажей была разработана для того, чтобы поощрить игроков к созданию индивидуального стиля игры, одновременно вознаграждая их за времяпровождение в файтинге. По словам старшего менеджера по маркетингу игр Брайана Гудмана, NetherRealm хотели, чтобы система была рассчитана как на казуальных игроков, так и на более «хардкорную» аудиторию, надеясь, что она оценит новые механики и создаст свои стили боя для персонажей, а обычные игроки насладятся разнообразием кастомизации. NetherRealm также предвидела потенциальную проблему с онлайном, в котором игроки-ветераны, получившие более редкую экипировку, могли доминировать над новичками. Во избежание подобных случаев, разработчики добавили возможность отключать модификаторы характеристик перед боем и приобретать более редкое снаряжение через Mother Boxes. Во время разработки также проводились консультации с так называемой «командой баланса», чтобы предотвратить объединение игроков вокруг небольшого числа оптимальных сборок.
NetherRealm Studios активно сотрудничала с DC Comics на протяжении всего процесса разработки Injustice 2, включая концепции персонажей и направление сюжета. Как и с Gods Among Us, издатель комиксов предоставил разработчикам огромную творческую свободу в использовании своих персонажей. Ведущий дизайнер Джон Эдвардс заявлял, что все их дизайнерские решения проходили через процесс утверждения DC, даже несмотря на то, что она им почти не отказывала. Такой подход позволил NetherRealm создать огромное количество костюмов для персонажей и визуально отличающихся предметов. «Это взаимное уважение. Они поддерживают то, что мы делаем, и мы уважаем все их характеры. Мы фанаты их персонажей, и мне кажется, с точки зрения дизайна мы добавили множество деталей, которые оценят хардкорные фанаты. Мы старались по-настоящему почтить каждого персонажа» — говорил арт-директор Стив Беран.
Injustice 2 продолжает сюжет Gods Among Us. В отличие от первой части, сюжет которой опирался на конфликт между несколькими вселенными, учинённым Суперменом и Бэтменом, история второй части полностью проходит в альтернативной вселенной. По словам постановщика кат-сцен Gods Among Us Доминика Чианчиоло, история первой части обеспечила прочную основу для адаптации канонических историй нового состава игры. Большой проблемой для сценаристов было расширение сюжета, не опираясь на конфронтацию Бэтмена и Супермена. Таким образом, был добавлен Брэйниак в качестве главного антагониста игры — во вселенной DC было крайне мало персонажей, которые могли бы превзойти Супермена-диктатора в качестве врага Бэтмена.
По словам Гудмана, игровые персонажи выбирались разработчиками вместе с DC Comics, как это было на этапе разработки Gods Among Us. Для включения персонажей авторы учитывали такие характеристики, как их личность, способности, популярность, участие в сюжете и отношения с другими героями. Эд Бун говорил, что в списке персонажей будет много относительно малоизвестных героев, так как наиболее значимые персонажи были показаны в Gods Among Us. Он также отмечал возможность появления персонажей от сторонних компаний, которая была реализована в Mortal Kombat X — таким образом, в игре появились Хеллбой от Dark Horse Comics и Черепашки-ниндзя. Благодаря популярности Скорпиона в Gods Among Us, Бун также высказал вероятность появления других персонажей из Mortal Kombat в качестве загружаемого контента. В итоге появились Саб-Зиро и Рейден — их дизайны костюмов были созданы художником Джимом Ли.
Лицевая анимация персонажей была создана с помощью фотограмметрического сканера лиц, в котором были задействованы 44 зеркальные камеры с фиксированными объективами 50 мм. Ведущий художник персонажей Брендан Джордж говорил, что для создания одного персонажа было запечатлено шестнадцать выражений лица, а их обработка занимала два-три дня. Данные со сканера позволили художникам создать более совершенную лицевую анимацию. Весь отыгрыш по технологии захвата движения был выполнен своими силами NetherRealm в Чикаго. По словам старшего технического художника Cinematics Энди Сенесака, команда аниматоров использовала четыре системы устанавливаемых на голову камер для съёмок движений, каждая из которых была оснащена тремя четырёхмиллиметровыми, пятьюмиллиметровыми или широкоугольными линзами, в зависимости от формы головы актёра. Затем полученный отыгрыш редактировался аниматорами на компьютере для конечного результата.
Онлайн-инфраструктура Injustice 2 использует тот же сетевой код, что и Mortal Kombat XL — полное издание Mortal Kombat X. 19 января 2017 года было объявлено о бета-тестировании мультиплеера для PlayStation 4 и Xbox One, которое проходило с 24 января до 21 февраля. Оригинальный саундтрек был написан Кристофером Дрейком при участии Дэна Фордена, Ричарда Карла и Dynamedion. Injustice 2 разработана на движке Unreal Engine 3, который использовался в Mortal Kombat X, в то время как мобильная версия — на Unreal Engine 4.

## Выход
Injustice 2 вышла в Северной Америке 16 мая 2017 года, 17 мая в Австралии и 19 мая в Европе и Великобритании на консолях PlayStation 4 и Xbox One. Игрок мог предзаказать две версии игры — обычное, Digital Deluxe Edition и Ultimate Edition. Deluxe Edition включает в себя три загружаемых персонажа, эксклюзивный костюм для Супергёрл и один пакет шейдеров. Ultimate Edition включает девять костюмов для персонажей. За предзаказ любой версии игры игрок в подарок получал игрового бойца DLC Дарксайда.
8 мая Warner Bros. анонсировали глобальную киберспортивную программу по Injustice 2 — игроки-любители и профессионалы из Европы и Латинской и Северной Америки могли посоревноваться в различных турнирах за 600 тысяч долларов США. Игроки могли поучаствовать в таких турнирах, как Injustice 2 Pro Series, GameStop Hometown Heroes в США, Path to Pro в Европе, и в Liga Latina в Аргентине, Чили, Мексике и Перу. Лучшие игроки каждого из перечисленных турниров проходили квалификацию на чемпионат ELEAGUE Injustice 2 World Championship, призовой фонд которого составил 250 тысяч долларов. Чемпионат проходил с 21 октября по 10 ноября в Атланте и транслировался на веб-сайте ELEAGUE, Twitch и YouTube, а также на телеканале TBS. 10 апреля 2018 года NetherRealm объявили о продлении Pro Series на второй сезон. В мае 2017-го проект «M.Game», сеть магазинов «М.Видео» и компания-локализатор «СофтКлаб» объявили о серии региональных турниров по Injustice 2 в Новосибирске, Самаре, Екатеринбурге и Санкт-Петербурге — победители получали приглашение и оплаченные поездки на всероссийский турнир Moscow Fighting Arena 2017, проходивший с 8 по 9 июля.
24 октября издатель объявил, что версия для ПК под управлением Windows должна выйти в четвёртом квартале 2017 года, за портирование отвечала польская студия QLOC, а бета-тест должен начаться 25 октября. Однако по неизвестным причинам бета-тестирование было отложено, и в итоге прошло с 6 по 11 ноября. Версия для Windows вышла 14 ноября. Креативный директор Эд Бун также обсуждал возможность выхода версии для Nintendo Switch.
28 февраля 2018 года было анонсировано полное издание Injustice 2: Legendary Edition, включающее весь загружаемый контент к игре, а также расширенное обучение, новые предметы экипировки и увеличенный лимит уровня персонажей. Кроме того, оформившие предзаказ на первую партию физической копии Legendary Edition получали коллекционную монетку, стилбук и одиннадцать тысяч внтуриигровых исходных кристаллов. Legendary Edition вышло 27 марта 2018 года на PlayStation 4, Windows и Xbox One. В ноябре 2020 года Injustice 2 пополнила библиотеку видеостримингового сервиса PlayStation Now, а в октябре 2022-го она стала временно бесплатной игрой месяца на PlayStation 4, доступной по подписке PlayStation Plus. В январе 2021 года она стала доступна по подписке Xbox Game Pass.

### Комиксы
На San Diego Comic-Con International в Сан-Диего 22 июля Эд Бун анонсировал одноимённую серию цифровых комиксов, в которой подробно расписана предыстория событий игры. Серия была написана Томом Тейлором, ранее работавший над комиксами к Gods Among Us. Проиллюстрировал серию Бруно Редондо, а в оформлении приняли участие Хуан Альбарран, Даниэль Семпере и Майк С. Мельник. С 11 апреля 2017 года серия выходила еженедельно в цифровых магазинах ComiXology, Google Play Books, Kindle Store, а также в собственном приложении DC Comics. 3 мая стала доступна печатная версия комиксов.
26 апреля стало известно, что концовка Супермена получит продолжение в виде комикса, который выходил с 18 июля 2018-го по 2 января 2019 года.

### Мобильная версия
Как и Gods Among Us, 9 и 11 мая 2017 года была выпущена мобильная версия Injustice 2 для устройств под управлением iOS и Android соответственно. На Филиппинах мобильная игра предварительно вышла в феврале в App Store. Мобильная версия сохранила некоторые особенности геймплея оригинала и идентичной версии Gods Among Us, включая боевая система на основе проведения пальцем по экрану, сбор карточек с бойцами и схватки три на три, но были внесены несколько улучшений. Теперь игроки могут свободно передвигаться по арене, атаковать с прыжка и приседать. Игра также сохранила функцию выносливости бойцов, но теперь вся команда бойцов имеет общую шкалу выносливости, которая постепенно истощается после каждого поединка. Бои также требуют более высокого уровня стамины, чем в Gods Among Us. Injustice 2 также имеет различные бонусы за вход в игру и ежедневные задания, дающие опыт и монетки. Кроме того, в мобильной версии присутствует механика улучшения способностей и снаряжения, взятая с консольной версии игры, и сюжетный режим. По данным Google Play, версия на Android была загружена около десяти миллионов раз с момента релиза.

### Загружаемый контент
По словам Эда Буна, NetherRealm планировала использовать более «агрессивный подход» в отношении загружаемого контента в Injustice 2 в сравнении с их предыдущими играми. «Одна из вещей, которые мы делали в своих играх, — пытались делать всё больше и больше с каждым разом, чтобы поддерживать проект в течение более длительного периода времени. В Mortal Kombat было четыре загружаемых персонажа, в Injustice — шесть, а в Mortal Kombat X — восемь. Во второй части мы собираемся продолжить эту тенденцию» — говорил Эд Бун. 5 мая NetherRealm анонсировали комплект Fighter Pack 1, включающий трёх дополнительных бойцов — Красный Капюшон, Старфайр и Саб-Зиро из Mortal Kombat. По отдельности каждый герой вышел 13 июня, 8 августа и 11 июля соответственно. 23 августа был показан ещё один комплект Fighter Pack — были показаны Чёрная Манта, Рейден из Mortal Kombat и Хеллбой. Бойцы вышли 12 сентября, 3 октября и 14 ноября; Рейден вышел с эксклюзивным костюмом «Чёрная Молния». 3 октября, во время трансляции документального телесериала Chasing the Cup: Injustice 2 на канале The CW, был анонсирован боец Атом. Третий комплект героев Fighter Pack был показан 11 ноября — в него, кроме Атома, вошли Черепашки-ниндзя и Чаровница. Атом вышел 12 декабря, Чаровница — 9 января 2018 года, а Черепашки-ниндзя — 13 февраля. Некоторое время NetherRealm рассматривала возможность выпуска Fighter Pack 0, куда бы вошли дополнительные герои из Gods Among Us, вместе с Аресом, Бэтгёрл, Думсдэем и Шазамом, но эта идея так и не воплотилась.
В апреле 2019 года, почти через два года после выхода игры, Эд Бун рассказал журналу Game Informer, что хотел включить в игру Нео из «Матрицы», но не получилось договориться с правообладателями. Перед выходом Эд Бун проводил «Твиттере» опрос на тему, хотят ли игроки появления в игре команды Хранителей — 74 % пользователей ответили положительно. В ноябре 2017 года пользователи на Reddit обнаружили в файлах игры упоминания таких персонажей, как Келебримбор из Middle-Earth, Альмы из F.E.A.R. и Скуби-Ду.

## Отзывы критиков
| Сводный рейтинг       | Сводный рейтинг                                                                 |
| Агрегатор             | Оценка                                                                          |
| --------------------- | ------------------------------------------------------------------------------- |
| GameRankings          | XONE: 88,93 % PS4: 87,70 % PC: 86,10 %                                          |
| Metacritic            | iOS: 77/100 PS4: 87/100 XONE: 89/100 PC: 86/100 PS4 (Legendary Edition): 88/100 |
| Иноязычные издания    |                                                                                 |
| Издание               | Оценка                                                                          |
| Destructoid           | 9/10                                                                            |
| Eurogamer             | Рекомендовано                                                                   |
| Game Informer         | 9/10                                                                            |
| GameRevolution        | [ 114 ]                                                                         |
| GameSpot              | 9/10                                                                            |
| IGN                   | 9/10                                                                            |
| Polygon               | 9/10                                                                            |
| VideoGamer            | 9/10                                                                            |
| Gamezebo              | [ 118 ]                                                                         |
| Русскоязычные издания |                                                                                 |
| Издание               | Оценка                                                                          |
| 3DNews                | 9/10                                                                            |
| «IGN Россия»          | 8,3/10                                                                          |
| PlayGround.ru         | 9/10                                                                            |
| Riot Pixels           | 90 %                                                                            |
| StopGame.ru           | «Похвально»                                                                     |
| «Игромания»           | 8,5/10                                                                          |
| «Игры Mail.ru»        | 9/10 (основная) 6/10 (мобильная)                                                |
| «НИМ»                 | 8,6/10                                                                          |

Согласно сайту-агрегатору Metacritic, Injustice 2 получила «в целом положительные отзывы». Уэсли Инь-Пул из Eurogamer похвалил повествование и визуальные эффекты, назвав их «впечатляющими» и «значительным шагом вперёд» в сравнении с Gods Among Us. Критик также высоко оценил хореографию экшена, озвучивание и лицевую анимацию. Ник Вальдес из Destructoid выразил схожее мнение и похвалил улучшенный сюжет и «более увлекательное повествование». Однако в то же время, Джеймс Козантис из Game Revolution, хоть и назвал графику «абсолютно потрясающей», он раскритиковал «плохо написанную» и «надуманную» историю.
Рецензенты также высоко оценили улучшенный геймплей сиквела и обилие внутриигрового контента. Эндрю Райнер из Game Informer высоко оценил более быстрое перемещение персонажа по арене, добавление манёвров уклонения и способность блокировать атаки с использованием окружающей среды. Данило Деллафрана из итальянского сайта The Games Machine заявил, что «незначительные изменения в боевой системе сделали геймплей более глубоким». Дэрри Хаски из IGN отмечал, что «Injustice 2 достигла прекрасного баланса между сохранением сильных сторон Gods Among Us и внесением разумных изменений в геймплее». Он похвалил «невероятное количество контента», заявив, что «час за часом в Injustice 2 предлагает больше контента для однопользовательской игры, чем любой другой выпущенный файтинг». Инь-Пул написал, что NetherRealm «ещё раз доказала, что она лучшая в своём деле — в добавлении контента».
Несмотря на высокую оценку добавленной системы кастомизации, критики выразили разочарование от получения случайного снаряжения через лутбоксы и микротранзакции. Питер Браун из GameSpot писал, что собирать снаряжение и экипировать персонажей доставляет удовольствие, назвав такую механику «свежей и неожиданной». Но в то же время, Браун раскритиковал использование реальных денег для получение внутриигровой валюты, заявив, что подобное является «неизбежным злом» для игроков, которые хотят иметь полный контроль над своими запасами. Майк Фейхи из Kotaku назвал «вполне удовлетворительную» возможность создавать собственную версию персонажа, однако он посчитал систему экипирования «сложной» и раскритиковал рандомизированность в получении желаемых предметов костюмов и снаряжения. Элис Белл из сайта VideoGamer.com также назвала систему микротранзакций и лутбоксов «излишне сложной», требующей от игроков следить за несколькими типами валюты. Майкл Маквертор из Polygon же назвал интерфейс «элегантным», наслаждаясь простотой управления и продажей снаряжения для каждого героя.
В сентябре 2017 года вышел патч, который удалил у некоторых игроков все полученные предметы кастомизации, что вызвало негодование у пользователей. Уже в следующем месяце NetherRealm выпустили новое обновление, призванное исправить эту ошибку, однако у многих пользователей вернуть потерянную экипировку не удалось. В июне 2021 года одно из внутриигровых событий в мобильной версии подверглось критике со стороны ЛГБТ-сообщества за то, что в нём пришлось драться с бисексуалкой Ядовитым Плющом в период Месяца гордости — через некоторое время разработчики принесли извинения в «Твиттере».

### Продажи и награды
Injustice 2 возглавила мультиплатформенный чарт физических продаж в Великобритании в течение первых двух недель после выхода, причём версии для PlayStation 4 и Xbox One заняли первое и второе место соответственно. Это был первый случай с момента выхода Mortal Kombat X в апреле 2015 года, когда файтинг возглавлял подобный чарт. Стартовые продажи в Великобритании также были на треть выше, чем у Gods Among Us за этот же период. Подобным образом сиквел также стал самой продаваемой игрой на всех платформах в Австралии и Новой Зеландии, а также самой продаваемой в США за май 2017 года. В Швейцарии же игра заняла второе место. Injustice стала самой загружаемой игрой мая в PlayStation 4, а персонаж Дарксайд — третьим самым загружаемым дополнением. Комплекты The Ultimate Pack и Fighter Pack 1 попали в топ-10 загружаемых дополнений в PlayStation Store. Спустя три месяца второй комплект Fighter Pack также попал в этот топ. К концу мая сиквел стал девятой самой продаваемой игрой 2017 года. Владелец издателя TimeWarner объявил игру «самой кассовой консольной игрой во втором квартале 2017 года» — за первые три месяца с момента релиза было продано около полтора миллиона копий. Летом 2018 года, благодаря уязвимости в защите Steam Web API, стало известно, что точное количество пользователей сервиса Steam, которые играли в игру хотя бы один раз, составляет 121 107 человек. В апреле 2021 года игра заняла одиннадцатое место в списке самых загружаемых игр на PlayStation, а в январе следующего — четырнадцатое. По данным TrueAchievements, Injustice 2 попала на 97-е место топ-100 самых популярных игр на Xbox за 2023 год.
В июне 2016 года на Game Critics Awards игра получила награду «Лучший файтинг», показанный на E3 2016. Игра также была признана «Лучшим файтингом 2017 года» такими изданиями, как IGN, Game Informer и GamesRadar+, а также на церемонии The Game Awards. IGN также выдвигал её в свои номинации «Лучшая игра для Xbox One» и «Лучшая игра по версии зрителей». На Ping Awards 2017 игра была номинирована в категории «Лучшая международная игра», в «Лучшая игра для Xbox One» на конкурсе Game of the Year Awards от Destructoid, и «Лучшая многопользовательская игра» и «Студия года» на Golden Joystick Awards,. На конкурсе «Лучшая игра 2017 года» по версии читателей Game Informer Injustice 2 заняла первое место в номинации «Лучший файтинг», третье в «Лучшая многопользовательская игра» и пятое в «Игра года». EGMNow и GamesRadar+ поставили её на одиннадцатое и 23-е место в своих списках «25 лучших игр 2017 года» соответственно. Сайт PC Gamer включил её в свой условный список лучших игр года. Injustice также выиграла награду в номинации «Файтинг года» и была номинирована в категории «Выдающиеся достижения в саунд-дизайне» на D.I.C.E. Awards. Национальная академия рецензентов индустрии видеоигр также номинировала вторую часть в номинации «Игра, файтинг». Журнал «Игромания» поставил игру на второе место своей номинации «Файтинг года» вместе с Tekken 7, а также поместил Чудо-женщину на второе место списка «10 легендарных девушек-бойцов». В июне 2018 года сайт «Игры Mail.ru» включил файтинг в свой список лучших игр про супергероев, а в 2020-м версия для Android и iOS попала в сотню лучших мобильных игр. В январе 2023 года, спустя почти два месяца после смерти Кевина Конроя от рака кишечника, сайт TheGamer составил топ-7 лучших игр с участием Кевина — в нём Injustice 2 заняла третье место. В феврале следующего года файтинг занял четвёртое место в топ-10 лучших игр по комиксам DC, уступив лишь играм серии Batman: Arkham от Rocksteady Studios.

## Наследие
В 2019 году в интервью Game Informer Эд Бун сказал, что обсуждал с Marvel создание файтинга по их вселенной, а также с удовольствием поработал бы над кроссовером типа Marvel vs. DC. Кроме того, Бун не исключает выход третьей Injustice.
Режиссёр фильма «Отряд самоубийц: Миссия навылет» Джеймс Ганн признался, что костюм Харли Квинн в начале ленты навеян её образом из Injustice 2. Кроме того, при создании боевых сцен в фильме «Синий Жук» режиссёр Анхель Мануэль Сото вдохновлялся Injustice, изучив комбинации персонажа в игре. В первом эпизоде сериала «Супермен и Лоис» сын Кларка Кента Джордан играет в Injustice 2 за Рейдена, сражаясь против Супермена, назвав его «скучным».